# Stefan Denifl
Stefan Denifl   (Fulpmes, 22 de setembre de 1987) és un ciclista austríac, ja retirat, que fou professional del 2007 al 2018.
El 2017 va guanyar la Volta a Àustria i una etapa de la Volta a Espanya. A la fi de la temporada del 2018 va fitxar per l'equip CCC Team de l'UCI World Tour per a la temporada següent, però finalment va decidir rescindir el contracte per motius personals.
El març del 2019 va ser detingut en el marc de l'Operació Aderlass que es va fer pública durant el Campionat del Món d'esquí nòrdic de 2019. Davant la policia austríaca va admetre que havia recorregut al dopatge sanguini. A l'espera d'un possible recurs davant el Tribunal d'Arbitratge Esportiu fou suspès durant quatre anys per la UCI, del 5 de març de 2019 al 4 de març de 2023, perdent tots els resultats obtinguts entre l'11 de juny de 2014 i el 5 de març de 2019, incloent les seves victòries a la classificació general de la Volta a Àustria i la 17a etapa de la Volta a Espanya.
El gener del 2021 va ser condemnat a 24 mesos de presó pel tribunal regional d'Innsbruck per frau comercial esportiu greu, així com una multa de 349.000 euros.

## Palmarès
- 2004
  - 1r a la Volta a Àustria júnior
- 2005
  -  Campió d'Àustria en ruta júnior
- 2006
  -  Campió d'Àustria en contrarellotge sub-23
- 2007
  -  Campió d'Àustria en ruta sub-23
- 2008
  -  Campió d'Àustria en contrarellotge
  -  Campió d'Àustria en contrarellotge sub-23
  - 1r al Gran Premi de Frankfurt sub-23
- 2009
  - 1r a la Volta a Turíngia
- 2017
  - 1r a la Volta a Àustria
  - Vencedor d'una etapa a la Volta a Espanya

### Resultats a la Volta a Espanya
- 2010. Abandona (14a etapa)
- 2017. 58è de la classificació general. Vencedor d'una etapa

### Resultats al Giro d'Itàlia
- 2012. 75è de la classificació general
- 2016. 52è de la classificació general